# Duke Mondy
Murray Deshawn "Duke" Mondy (Grand Rapids, Míchigan, 2 de diciembre de 1990) es un baloncestista estadounidense que actualmente se encuentra sin equipo. Con 1,93 metros de estatura, juega en la posición de base o escolta.

## Trayectoria deportiva

### Universidad
Jugó dos temporadas con los Friars del Providence College, en las que promedió 5,4 puntos, 2,6 rebotes y 1,2 asistencias por partido. En 2011 fue transferido a los Golden Grizzlies de la Universidad de Oakland, donde pasó un año en blanco que impone la NCAA, tras el cual disputó dos temporadas más, en las que promedió 11,8 puntos, 4,6 rebotes, 4,7 asistencias y 3,1 robos de balón por partido.
En su primera temporada en Oakland se convirtió en el líder de robos de balón de la NCAA, promediando 3,0 por partido. Fue elegido esa temporada debutante del año de la Summit League, mientras que al año siguiente fue incluido en el mejor quinteto defensivo de la Horizon League.

### Profesional
Tras no ser elegido en el Draft de la NBA de 2014, sí lo fue en el Draft de la NBA Development League, en el puesto 68 de la cuarta ronda por Rio Grande Valley Vipers, pero fue cortado antes del comienzo de la liga. Tras pasar un año en blanco, volvió a presentarse al draft de la liga de desarrollo, siendo esta vez seleccionado por los Westchester Knicks en la sexta ronda, pero fue nuevamente cortado antes del comienzo de la competición.
En 2016 fichó por el Arantia Larochette de la total League de Luxemburgo, donde disputó 18 partidos en los que promedió 22,5 puntos y 5,3 asistencias. La temporada siguiente se comprometió con los Cape Breton Highlanders de la NBL Canadá, donde jugó una temporada en la que promedió 18,5 puntos y 5,1 asistencias por partido.
En febrero de 2018 regresó a su país para fichar por los Texas Legends de la G League, donde acabó la temporada promediando 7,7 puntos y 6,3 asistencias por partido.
En enero de 2019 volvió a la liga canadiense al firmar con los Moncton Magic, pero solo jugó ocho partidos antes de tener la posibilidad de retornar a la G League de la mano de los Sioux Falls Skyforce.